# Nabor Bulhões
Antônio Nabor Areias Bulhões ou Nabor Bulhões é um advogado brasileiro. É sócio do escritório Bulhões & Advogados Associados, que dentre seus clientes notórios, defendeu Fernando Collor, Paulo César Farias, Marcelo Odebrecht, Itália, entre tantos outros notórios nacionais e internacionais.
Conhecido como um dos melhores advogados do Brasil e membro vitalício do Conselho Federal da OAB, Nabor foi agraciado com a medalha Rui Barbosa em Comemoração aos 90 anos da OAB.

## Biografia

### Carreira acadêmica
Foi professor da Faculdade de Direito da Universidade Federal de Alagoas (UFAL) nas décadas de 1980 e 1990, onde lecionou as disciplinas de Processo Civil, Teoria Geral do Processo e Direito Constitucional. Também é professor emérito da Escola Superior da Magistratura Federal do Tribunal Regional Federal da 1ª Região.

### Atuação na advocacia
Atua como advogado perante a Justiça Federal, Tribunais Regionais Federais, Tribunais Superiores, Supremo Tribunal Federal e também em Tribunais Internacionais. Atua como expert adviser in Brazilian law em arbitragens internacionais junto à International Chamber of Commerce (ICC).

### Participação na OAB
Integrou o Sistema da OAB desde 1980. Foi Conselheiro Seccional da OAB/AL, Vice-Presidente e Presidente da mesma Seccional (em dois mandatos). Posteriormente, exerceu o cargo de Conselheiro Federal da OAB entre 1991 e 2004. Durante sua trajetória, presidiu e integrou diversas comissões:
- Comissão de Acesso à Justiça (1991–1993)
- Comissão de Estudos Constitucionais (1987–1991 e 2016–2019)
- Comissão de Direito Tributário
- Comissão de Reforma do Poder Judiciário
- Comissão Mista da Reforma do Judiciário da OAB e da Associação dos Magistrados Brasileiros (1998–2001)
- Comissão de Acompanhamento da Reforma do Poder Judiciário (1998–2001)
- Comissão Nacional de Defesa da República e da Democracia (2020–2022)
- Comissão Especial de Juristas da OAB para enfrentamento da pandemia de COVID-19 (2021)

### Atuação em reformas legislativas
Foi designado como curador especial em matéria de homologação de sentenças estrangeiras pelo Supremo Tribunal Federal (1994–2004) e pelo Superior Tribunal de Justiça (2005–2008).
Participou como membro das seguintes comissões vinculadas ao Ministério da Justiça e ao Senado Federal:
- Comissão de Reforma do Código de Processo Penal (1993)
- Comissão Revisora do Código Penal (1998)
- Comissão de Juristas para elaboração do Anteprojeto de Reforma do Código Penal (2011–2012)

Atuou como examinador do concurso para juiz federal substituto do TRF da 1ª Região (2014–2015), nas disciplinas de Direito Constitucional, Tributário e Direito Internacional.

### Prêmios e condecorações
Bulhões recebeu diversas honrarias por sua contribuição ao Direito, entre elas:
- Medalha Rui Barbosa (2021), comemorativa dos 90 anos da OAB
- Comenda do Mérito Judiciário – TJ/RJ
- Comenda do Mérito Judiciário – TRE/DF
- Ordem do Mérito da Advocacia Brasileira – OAB
- Ordem do Mérito Judiciário do Trabalho – TST
- Comenda do Mérito Judiciário – TJ/AL
- Comenda Tavares Bastos – Assembleia Legislativa de Alagoas
- Título de Cidadão Benemérito Pontes de Miranda – Estado de Alagoas (Lei nº 8.526/2021)

### Obras e publicações
É autor de diversos trabalhos jurídicos publicados em livros e revistas especializadas nas áreas de Direito Penal, Direito Constitucional, Direito Internacional, Direito Processual Civil e Processo Penal.

## Controvérsias

### Manifestação sobre condenação de Marcelo Odebrecht
Em março de 2016, soltou uma nota publicada por JOTA, da sentença condenatória proferida contra Marcelo Odebrecht. "É manifestamente iníqua e injusta porque não encontra fundamento nas provas produzidas nos autos da ação penal, como antecipadamente demonstrou a defesa em suas alegações finais, cuja fundamentação passou ao largo da decisão agora divulgada.", parte da nota escrita pelo advogado Nabor Bulhões. No entanto, posteriormente, em dezembro de 2016, Marcelo Odebrecht assumiu seus crimes no âmbito da delação premiada e detalhou esquemas de corrupção e repasses de propina a políticos.